# قبة المهدي (السودان)
قبة المهدي هي مبنى يشكل معلماً أثرياَ مشهوراَ بمدينة أم درمان بالسودان بناه الخليفة عبد الله التعايشي ليكون ضريحاً يضم رفات محمد أحمد المهدي قائد الثورة المهدية في السودان وتعرض للهدم يواسطة القوات الإنجليزية سنة 1889 وأعيد بناءه مجدداُ في حوالي عام 1955 بواسطة عبد الرحمن المهدي، أصغر أبناء المهدي.

## تاريخ المبنى

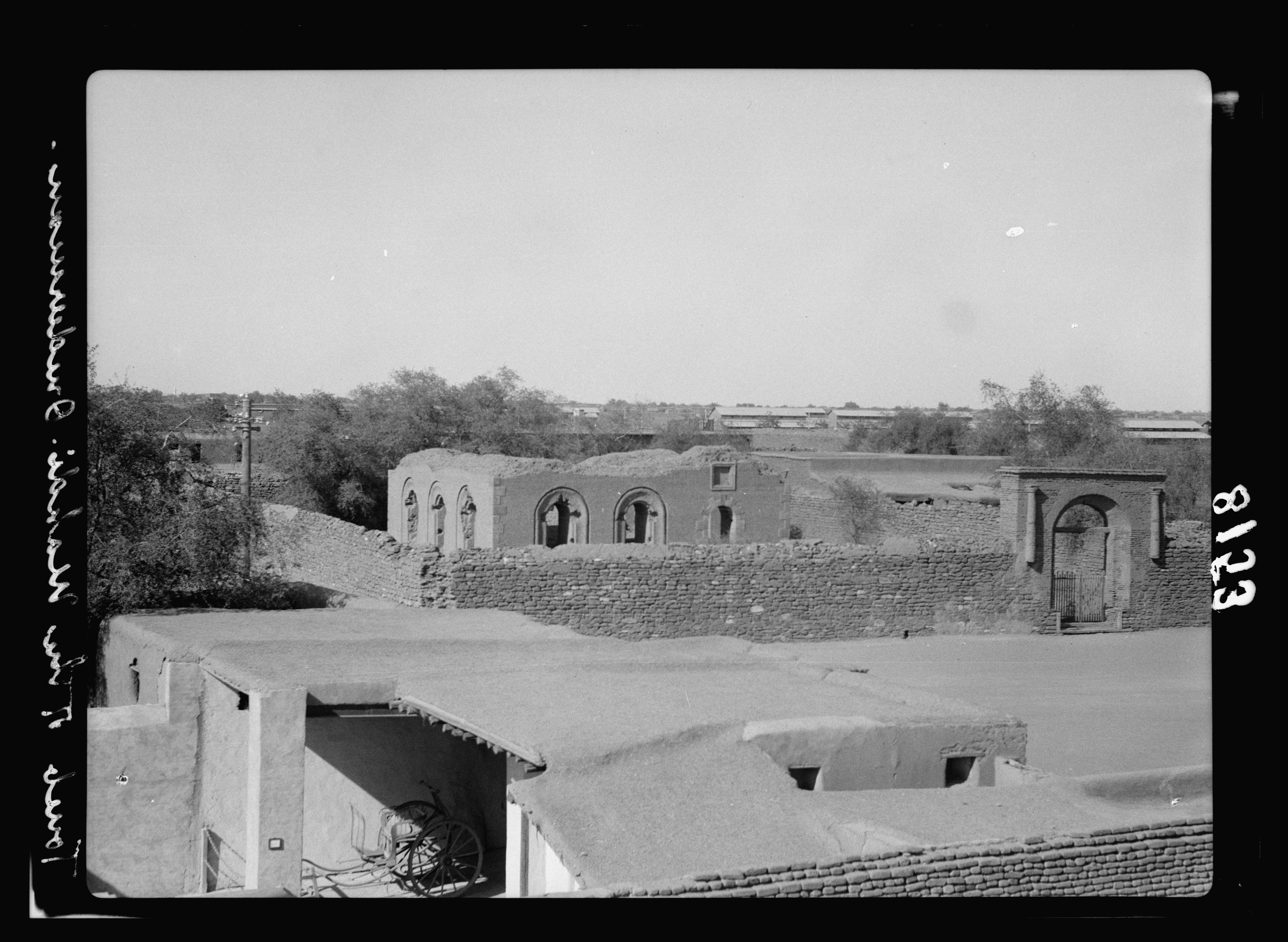
أطلال قبة المهدي بعد قصفها بمدافع بوارج قوات كتشنر ويظهر بالقرب منها بيت الخليفة المهمل آنذاك

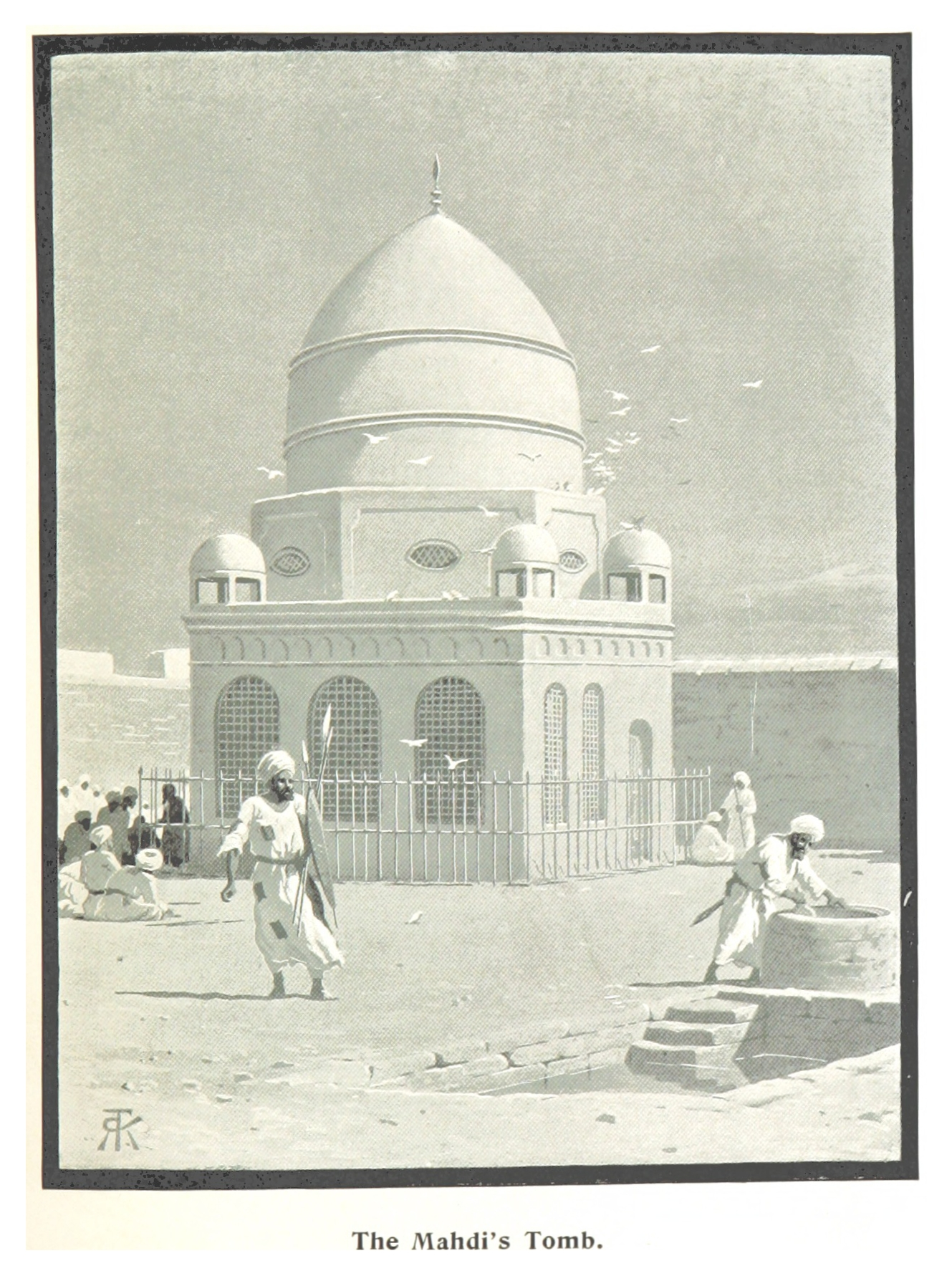
رسم لقبة المهدي في نسختها القديمة كما نشره سلاطين باشا

يعود تاريخ المبنى إلى عام 1885 م، عندما أمر الخليفة عبد الله التعايشي ببناء ضريح يدفن فيه رفات المهدي الذي توفي في تلك السنة نفسها وفي المكان الذي أتخذه المهدي مقاماً له بعد انتصار قواته على جيوش التركية السابقة واستيلاءها على الخرطوم مقر الحكم. وتذهب بعض المصادر إلى أن محمد أحمد المهدي خرج من الخرطوم بعد تحريرها عام 1885 مع عدد من أصحابه وأنصاره على ظهر ناقة وتركها تسير وحدها دون أن يوجهها إلى وجهة محددة أسوة بما فعل النبي محمد (ص) في المدينة المنورة حتى توقفت الناقة في المكان الذي تقوم عليه القبة في أم درمان، فبنى المهدي هناك حجرة صغيرة لسكنه وتعبده وسماها البقعة المباركة وهو الأسم الذي أُطلق على أم درمان إبان عهد المهدية لتكون عاصمة لها. وبعد وفاته تم دفنه في الحجرة وقرر خليفته التعايشي تحويل الحجرة إلى ضريح ضخم ومزار يؤمه اتباع المهدي ومريديه.
وبعد نجاح حملة استرداد حكم السودان بقوات انجليزية ومصرية بعد ايقاع الهزيمة بالقوات المهدية في معركة كرري سنة 1889 قامت بوارج قوات الاحتلال البريطاني بقيادة اللورد هربرت كتشنر بقصف المبنى، لكن دون أن تتمكن من تدميره بالكامل، وذلك بهدف قتل الروح المعنوية لمن تبقى من ثوار المهدية وبثّ الإحباط في صفوف مناصريهم باعتبار أن القبة كانت تشكل لهم رمزاُ دينيا ووطنياً. وقد أعاد بناءها عبد الرحمن المهدي ، الابن الأصغر لمحمد أحمد المهدي ومؤسس حزب الأمة السوداني قبيل استقلال السودان في عام 1956 م، بقليل.

## الموقع
تقع قبة المهدي في وسط مدينة أم درمان، بالقرب من متحف بيت الخليفة وجامع الخليفة على مسافة حوالي كيلومتر واحد (0,62 ميل) من الضفة الغربية لمجري نهر النيل الأبيض بعد التقائه في المقرن بالنيل الأزرق

## النمط المعماري والتصميم
تم بناء الضريح على شكل قبة مخروطية كبيرة تقوم على بناء يتكون من غرفة واحدة وذلك على نمط معمار اضرحة السودان والتي تُعرف بقُبَبْ الأولياء (المفرد قُبَّة) وهي التسمية نفسها التي حملها ضريح المهدي.ووفقاً لبعض الكتّاب الغربيين فإن بناء القبة يمثل النمط المعماري الذي كان سائدا في الفترة ما بين نهاية القرن التاسع عشر وبداية القرن العشرين، مع لمسات من العمارة الإفريقية التقليدية.

## المهندسون
صمم المبنى وأشرف عليه مهندسون كانوا يعملون سابقا في الحكومة المصرية وبمساعدة بناؤون وعمال من الأنصار ومن سكان أحياء مدينة أم درمان.

## البناء والتشييد
تم جلب مواد البناء كالآجر والحجارة من المباني المهدمة في الخرطوم ونقلها بالمراكب. وقد قرر الخليفة أن يشارك سكان مدينة أم درمان جميعهم في عمليات تشييد قبة المهدي، ولذلك تم تقسيم الأعباء على مختلف أحياء المدينة بحيث يتولى سكان كل حي بناء جزء من أجزاء القبة. وافتتح الخليفة بنفسه مشروع تشييد القبة في موكب كبير ومعه كافة أمراء المهدية ووضع حجر الأساس ومواد البناء وذهب إلى النهر برفقة الأمراء وحمل على كتفه الماء والحجارة والطوب إلى موقع العمل من مسافة كيلومتر.

## مواد البناء
استخدمت في بناء القبة في نسختها الأولى مواد بناء مختلفة شملت الطوب و مونة الملاط المصنعة من الصلصال والطين و الرمل والحجر الجيري، وتم مسحهها بطبقة من خليط الرمل والكلس.وفي الداخل استخمت الأخشاب.

## اقسام القبة

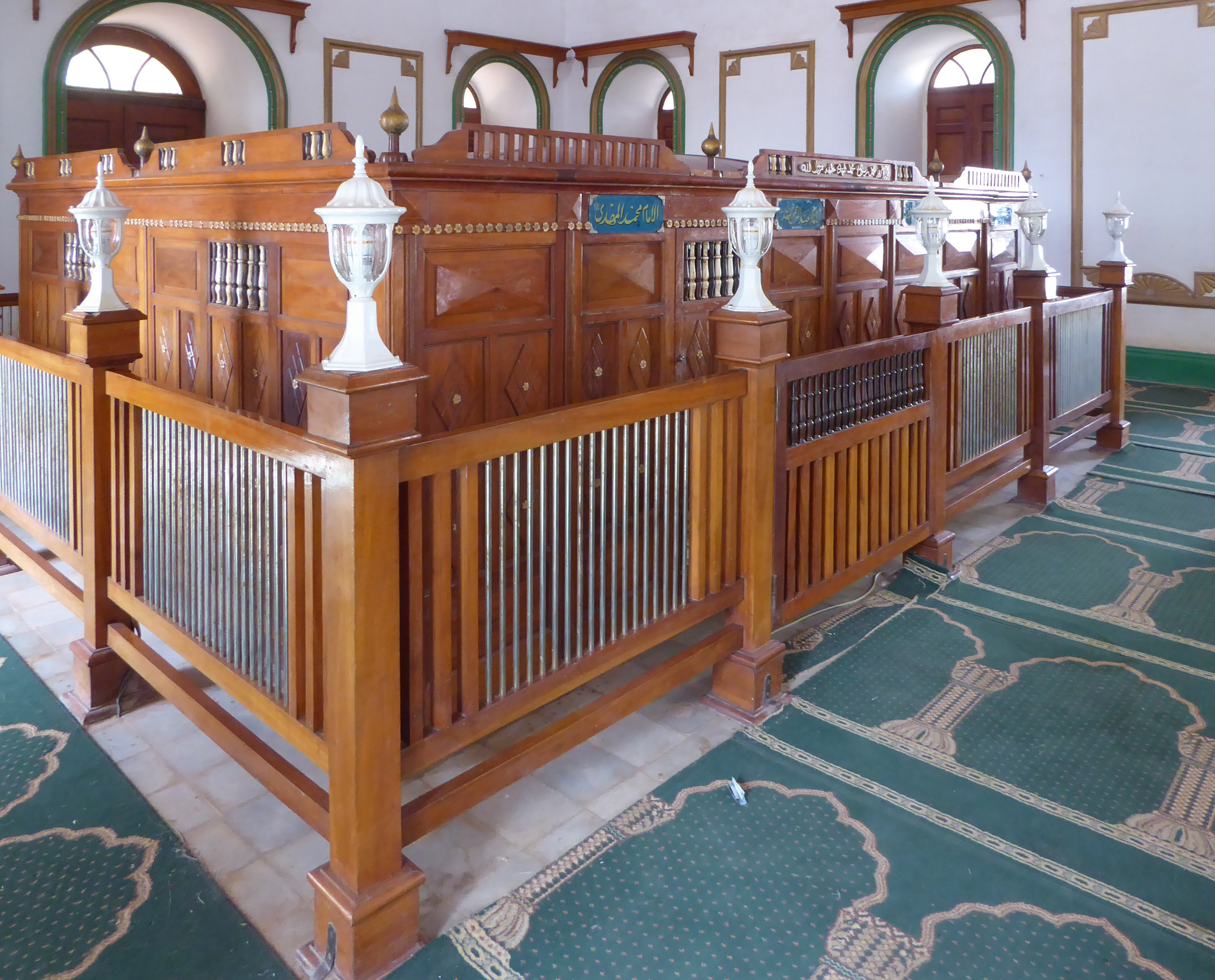
ضريح المهدي وبعض أبنائه من الداخل

يتكون مبني القبة من قاعدة مربع أضلاعه أربعة أمتار وارتفاعه ستة أمتار، في شكل غرفة لها أربعة أبواب، و12 نافذة دائرية، ثلاثة على كل جدار من جدرانها الأربعة، وتعلو القاعدة المربعة بناء سداسي الشكل تقوم فوقه قبة مخروطية كبيرة ترتفع لسبعة أمتار وعلى رأسها رأس رمح معدني وحسب رواية القس الإيطالي روزيقونولي  الذي أسرته المهدية فقد كانت الفكرة أن يعلو القبة هلال كما هو معهود في مآذن المساجد بالسودان لكنه سرعان ما تم التخلي عن الفكرة واستبدال الهلال برأس رمح لأن الهلال كان رمز دولة التركية.
وشيدت على كل جانب من أركان قاعدة المبنى وحول القبة الكبيرة أربع قباب صغيرة تقوم كل واحدة منها على أربع أعمدة ووضع في أعلى كل منها رمح معدني (وربما كانت الفكرة حسب رأي روزيقونولي هو استخدامها فيما بعد لقبور خلفاء المهدي الأربعة: الخليفة عبد الله نفسه والخليفة علي ود حلو والخليفة محمد شريف والسنوسي.وقد تم استبدال ذلك بعمود معدني قصير عليه أربع كرويات وينتهي بهلال وسطه رأس رمح وهو الرمز الحالي للمهدية والمؤسسات المرتبطة بها.
لون القبة من الخارج هو اللون الفضي اللامع وتحيط بجسم القبة دائرئتين معدنيتين السفلى منها كبيرة والأخرى العليا صغيرة وذلك لتحرك سلم تنظيف القبة وترميمها.
يوجد في داخل الغرفة صندوق خشبي كبير بني اللون يضم رفات المهدي ويحتل معظم مساحة الغرفة مزدان بآيات قرآنية ومصابيح تقليدية بيضاء اللون خضراء الإضاءة وحول الصندوق سياج حاجز من الخشب لمنع الزوار من الالتصاق بالصندوق.

## ملحقات القبة

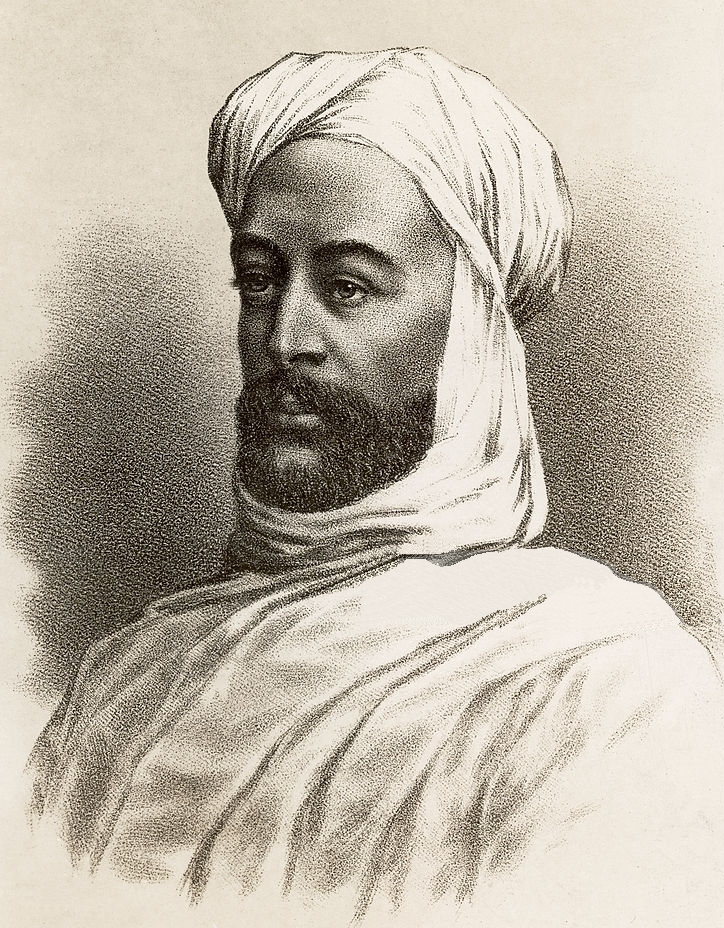
محمد أحمد المهدي

تقوم القبة وسط فناء ضيق ويضم ايضاً في الواجهة بعض المباني الإدارية وبوابة خشبية تم تغييرها بأخرى حديدية في النسخة الثانية.

## المهام

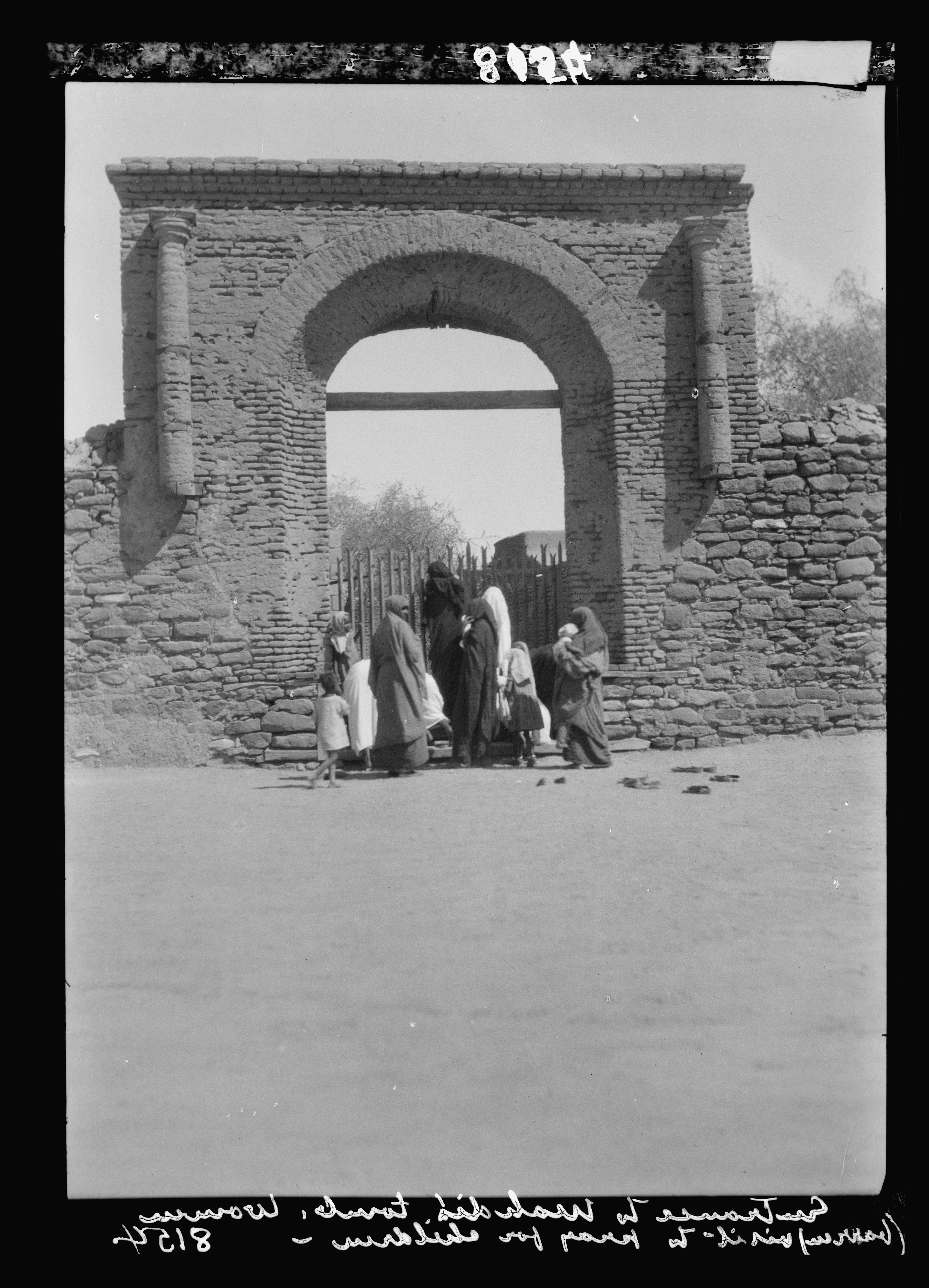
البوابة القديمة لسور القبة

تقوم قبة المهدي بنفس وظيفة قباب الأولياء الأخرين التي يزورها أتباع الولي الصالح ومريدوه تبركاُ به واستنجادا ببركته من مرض أو مشكلة مماثلة، مع فارق أساسي وهو إن قبة المهدي تشكل كذلك رمزاً سياسياً لأنصار المهدي ودولة المهدية أكثر من كونها رمزاُ دينياً. ولقد فقدت هذه الصفة نهائياُ بعد تدميرها وحتى بعد إعادة بنائها إلى حد ما حيث أصبحت الآن معلماً من المعالم الأثرية التاريخية المهمة في السودان ولكنها مع ذلك ستظل رمزاً تاريخياً للإستقلال الوطني في السودان.

## النسخة الجديدة للقبة

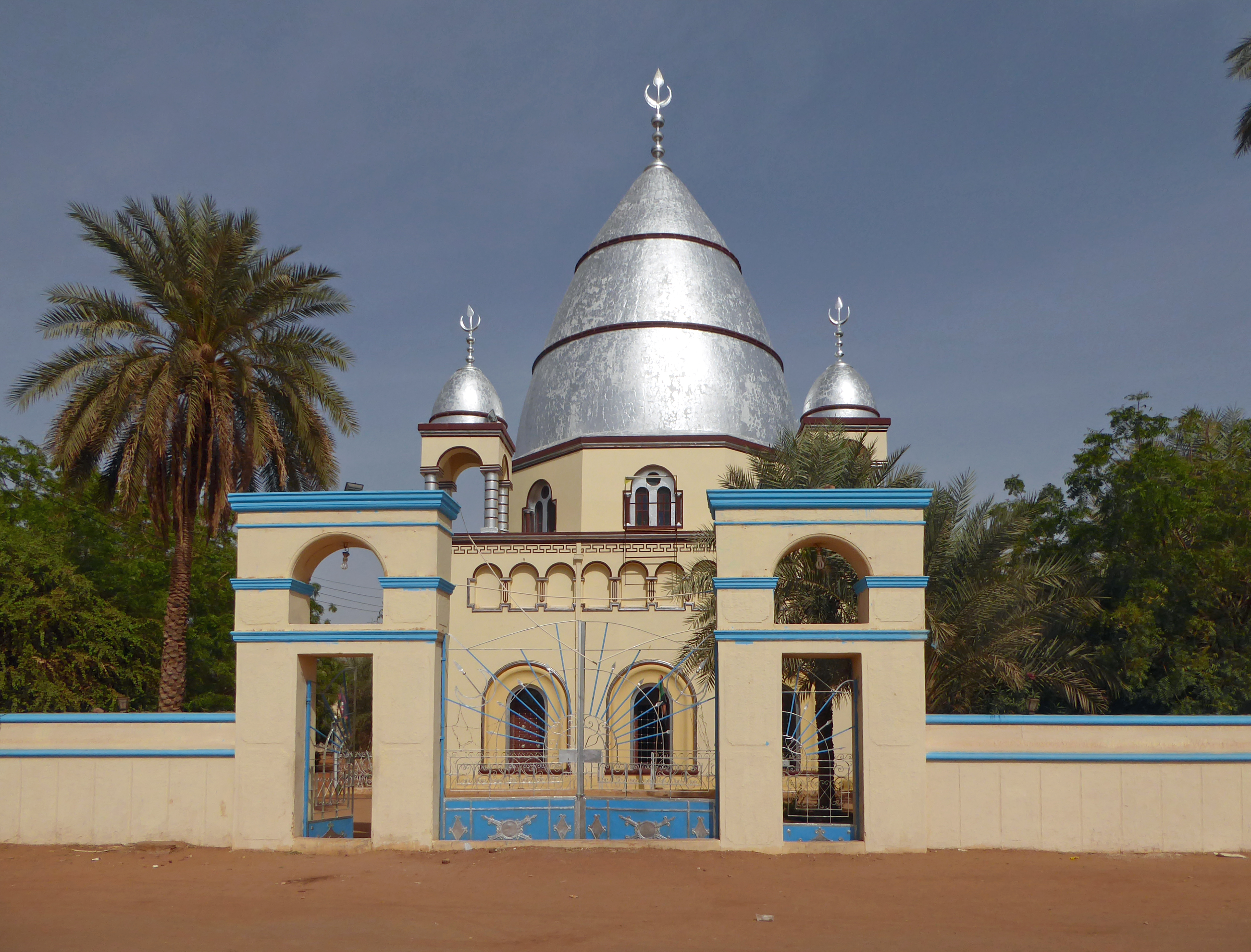
البوابة الحديثة لسور القبة

وقد اجريت على النسخة الجديدة للقبة بعد إعادة بنائها تعديلات طفيفة شملت النوافذ واشكال الزخرفة الهندسية والبوابة وطلاء الجدران وتم الحفاظ على الشكل القديم.